# Coin d'atelier
Le Coin d'atelier est un tableau réalisé en 1876 par Adrien de Witte, peintre belge et professeur à l'Académie royale des beaux-arts de Liège. Il s'agit de l'une des rares incursions de l'artiste dans le genre pictural de la nature morte.

## Élaboration et genre artistique
Selon le catalogue effectué en 1927 par Charles Delchevalerie et Armand Rassenfosse, Adrien de Witte a produit une douzaine de natures mortes sur un total de 78 peintures à l'huile et 52 aquarelles. La majorité est réalisée entre 1875 et 1879, hormis deux œuvres, l'une de 1887 et l'autre de 1893. Toutes les natures mortes de l'artiste sont des peintures à l'huile. Comme le remarque l'historienne de l'art Caroline Jamaer, le peintre, qui est surtout intéressé par le modèle humain, exploite donc « un genre peu abordé » dans son œuvre lorsqu'il peint ce tableau en 1876.
À ce moment, l'artiste a déjà effectué un premier voyage en Italie qui dure quelques semaines, fin 1872-début 1873, en compagnie de son ami Félix Nisen. Ils passent par Munich et le Tyrol, visitent Venise, Florence et Vérone puis séjournent à Rome,,. Une fois revenu à Liège, de Witte retourne pendant quelque temps à l'Académie royale des beaux-arts puis s'installe dans son atelier rue Hocheporte où il dessine, peint et poursuit son initiation à la gravure,,.

## Parcours de l'œuvre
En 1927, la peinture fait partie de la collection Amédée Brahy selon le catalogue Delchevalerie-Rassenfosse,. Elle est acquise par la ville de Liège en 1948 et entre, dès 1952, dans les collections du musée de l'Art wallon avec le no 576 d'inventaire,. Elle y reste ensuite jusqu'en 2016, quand l'ensemble des collections des musées des Beaux-Arts et de l'Art wallon (regroupées depuis 2011 aux Beaux-Arts) est transféré au musée de La Boverie,.

## Description
En 1927, les éléments qui composent la peinture sont brièvement décrits dans le catalogue Delchevalerie-Rassenfosse : une « chaise supportant des papiers, un chapeau noir, une guitare, une table avec un tapis rouge, sur laquelle il y a divers objets ». En 2001, le catalogue de l'exposition Vers la modernité : le XIXe siècle au pays de Liège fournit une description plus détaillée de l'œuvre : « à l'avant-plan, une chaise, quelques partitions musicales laissées à l'abandon, un feutre noir et une guitare, puis, en second plan, une table recouverte d'un tissu rouge, un vase de Delft, un magot chinois et une statuette de terre cuite rosée ».

## Réception critique
En 1930, le conservateur de musée et critique d'art Jules Bosmant estime que les natures mortes de l'artiste, ainsi que quelques-unes de ses œuvres qui étaient restées méconnues du public jusqu'à ce qu'elles soient exposées lors du Salon de la Société royale des Beaux-Arts de mai-juin 1926, sont une « magistrale révélation ». De son côté, Charles Delchevalerie commente en 1949 : « à vingt-six ans, il [Adrien de Witte] peint un autre morceau souverain, son Coin d'atelier (nature morte à la guitare) ».
De façon plus générale, le conservateur de musée Léon Koenig ne décèle « pas une outrance, pas une fausse note, pas de cris ni de gesticulations ; de Witte est un peintre classique et sa perfection même donne à ses sujets tout quotidiens (femme ou nature morte) leur grande profondeur et leur permanence d'accent »,. Caroline Jamaer quant à elle considère la présente œuvre comme « un morceau simple, hérité de l'observation du quotidien » où, « malgré le désordre apparent, l'ensemble respire le calme et l'harmonie ». Elle évalue aussi positivement le fait que « la peinture n'est pas asservie au dessin » et que « les couleurs se marient sans heurt et se juxtaposent avec souplesse ».

## Expositions
- 1964 : 125e anniversaire de l'Académie royale des Beaux‑Arts, du 11 avril au 10 mai, musée des Beaux-Arts, Liège[20].
- 2001-2002 : Vers la modernité : le XIXe siècle au pays de Liège, du 5 octobre 2001 au 20 janvier 2002, musée de l'Art wallon et salle Saint-Georges, Liège (catalogue no 70)[1].